# Shamrock (Iers automerk)

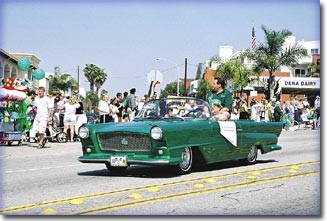
Shamrock uit 1959

Shamrock was een Iers automerk uit de jaren 50 van de 20e eeuw.
Men bouwde een relatief lange auto op het chassis van de relatief korte Austin A55. Men plaatste daarop een carrosserie uit glasvezel. Het bleek geen succes. De motor was niet krachtig genoeg en de bedoelde afzetmarkt, de VS, wilde niet aan de auto. In totaal werden er slechts tien geproduceerd, waarvan er drie met zekerheid zijn overgebleven. Slechts één daarvan is in rijklare toestand.